# Грибно (озеро, Витебская область)
Гри́бно (бел. Гры́бна) — озеро в Полоцком районе Витебской области Белоруссии. Относится одновременно к бассейнам рек Со́сница и Свина́. Весьма мелководное: наибольшая глубина не превышает 1,2 м.

## География
Озеро Грибно располагается в 46 км к северо-востоку от Полоцка. В 6 км западнее водоёма находится деревня Труды. На северо-западном берегу — деревня Грибно. Высота водного зеркала над уровнем моря — 142,3 м.
Площадь поверхности водоёма составляет 0,8 км², длина — 1,83 км, наибольшая ширина — 0,7 км. Длина береговой линии — 5,36 км. Наибольшая глубина составляет всего 1,2 м, средняя — 0,6 м. Объём воды в озере — 0,47 млн м³. Площадь водосбора — 19,6 км².

## Морфология
Котловина относится к остаточному типу и имеет лопастную форму. Склоны в основном пологие, высотой 4—5 м, супесчаные, покрытые лесом и кустарником. Северо-западные склоны распаханные. Северные склоны крутые, их высота достигает 10—11 м. Береговая линия извилистая и образует несколько заливов. Берега преимущественно заболоченные, сплавинные, поросшие кустарником. Южный берег песчаный. Озеро окружает заболоченная торфянистая пойма шириной до 200 м, поросшая кустарником, с юга распаханная.
Дно плоское, покрытое тонкодетритовым сапропелем. Вдоль южного берега простирается полоса опесчаненного ила.
Запасы озёрного сапропеля составляют 3,9 млн м³, средняя их мощность — 4,8 м, максимальная — 11,3 м. Естественная влажность — 92 %, зольность — 25 %, водородный показатель — 6,4. Содержание в сухом остатке: азота — 3,4 %, окислов железа — 2,5 %, алюминия — 0,8 %, магния — 0,3 %, кальция — 3 %, калия — 0,2 %, фосфора — 0,3 %. Сапропель озера Грибно может использоваться в качестве лечебной грязи или удобрения, для буровых работ или производства стройматериалов.

## Гидрология
Минерализация воды составляет 140 мг/л, прозрачность — 0,9 м. Озеро дистрофирует. Негативное влияние на его экосистему оказали мелиорационные работы на прилегающей территории, в результате которых уровень воды понизился более чем на 1 м.
Проточность водоёма невысока. Однако при этом озеро Грибно относится к бассейну одновременно двух притоков Западной Двины — Оболи (через Свину) и Сосницы. На северо-востоке впадает ручей из озера Званое. На юго-востоке вытекает ручей в озеро Клётное. На юго-западе вытекает малая река Трещали, впадающая в озеро Арлея.

## Флора и фауна
Водоём полностью зарастает подводной растительностью. Надводная растительность распространена умеренно.
Несмотря на дистрофность озера, в нём обитают карась, линь, щука, окунь, лещ, плотва и другие виды рыб.